# イソマルツロース
イソマルツロース (isomaltulose) または6-O-α-D-グルコピラノシル-D-フルクトースは、蜂蜜に微量に含まれる天然の糖類である。グルコースおよびフルクトースからなる二糖の一種で、スクロースとは結合の位置の異なる異性体である。蜂蜜中の含有量が少ないため、一般に利用されるのは、てんさい糖を発酵処理したものである。この転移酵素がドイツのプファルツ地方（独: Pfalz、英: Palatinate（パラティネート））の製糖会社研究所で発見されたことから、欧米ではパラチノースと一般に呼ばれており、日本では三井製糖がパラチノース (palatinose) として商標登録している。

## 特徴・用途
素朴な甘さを持つ。日本では1985年より天然の甘味料として用いられ、子供向けを含めた様々な製品に用いられている。
抗齲蝕性があり、1986年には「虫歯にならない天然の糖」のキャッチフレーズを売りにした歯磨きガムが発売された。2010年頃より糖尿病患者向けの栄養補給商品に、2018年頃よりスポーツ・運動時の栄養補給商品に使用が広がっている。

### 血糖値の上昇抑制/低GI
一般的な糖質と同様、体内で完全に消化されるため4 kcal/gの質量あたり生理的熱量を持つが、ゆっくりと分解される性質から、血糖値の急上昇・急下降（いわゆるグルコーススパイク）を防ぎ、インスリンの急激な放出も抑える。
血糖値の上昇性を表すGI（グリセミック・インデックス）は32であり、低GIに分類される。
特に糖尿病患者用の栄養補助食品の糖質源として用いられている。2019年には、イソマルツロースを関与成分とした「血糖値の上昇を抑える」機能性表示食品が消費者庁に届出受理された。

### 脂肪燃焼の促進・脂肪蓄積の抑制
インスリン分泌量が少ないためエネルギー源として脂質の使用を阻害しない。そのため、一般的な糖質と比較して、エネルギーとして使用される脂肪の量を増加させ、代謝を促進させる。
また、内臓脂肪の蓄積を促進するホルモンとして知られるGIPの分泌を抑え、定期的な摂取で肥満者の内臓脂肪量を低減させることが報告されている。

### 運動パフォーマンスの向上
運動時の血糖値の低下を防ぎ、脂質の燃焼を促進することから、一般的な糖質の摂取と比べて、持久系のスポーツにおけるパフォーマンスが向上する。また、筋肉による糖質エネルギーの利用量が増加し、運動後のグリコーゲンの回復も高まることが報告されている。運動前・運動中のエネルギー補給用途で飲料・ジェル等に使用されている。

### 高い注意力の持続・眠気の抑制
脳への血糖供給も持続することから、一般的な糖質と比較して長時間注意力が向上し、また眠気が低減することが報告されている。2019年頃から、エナジードリンクなどの成分として使用されている。

## イソマルツロース還元物（還元パラチノース）
イソマルツロースを還元することで得られる誘導体糖アルコールであるイソマルツロース還元物（還元パラチノース、パラチニット）は、イソマルツロースと似た甘味質を持つ甘味料であるが、機能は異なる。イソマルツロース還元物を含む食品も特定保健用食品に指定されている。